# スクワール・バイト
スクワール・バイト(Squirrel Bait)は、アメリカ合衆国のロックバンド。1983年にケンタッキー州ルイビルにて結成。

## 概要
刺々しいサウンドやテンポの変化が著しい音楽性は、1980年代後半以降に流行したグランジや1990年代のマスロックの先駆けとなった。ハスカー・ドゥと並んで、後のワシントンD.C.のポスト・ハードコア・シーンに多大な影響を与えた。

## 略歴
高校時代の同級生同士であったデヴィッド・グラブス（ボーカル、ギター）、クラーク・ジョンソン（ベースギター）、リッチ・シュルター（ドラムス）の3人で結成されたハードコア・パンクバンド、Squirrelbait Youthが前身。1984年にボーカルとしてピーター・サーシー、ドラマーにブリット・ウォルフォードが加入。後にウォルフォードが脱退し、新ドラマーにベン・ドートリーが、2人目のギタリストにブライアン・マクマハンが加入。精力的にツアーを続け、1985年にホームステッド・レコードよりデビューEP、『Squirrel Bait』でデビュー。その後シングルとアルバムをそれぞれリリースした。1988年、グラブスとジョンソンが大学に進学し、バンド内の求心力が弱まり解散。

## 解散後
バンド解散後、グラブスはビッチ・マグネットやバストロ、ガスター・デル・ソルといったバンドの作品に参加したり、メンバーとして加入し活動、ソロのシンガーソングライターとしても活躍している。ドートリーはレモンヘッズに参加し、マクマハンとウォルフォードはスリントを結成した。ジョンソンはグラブスと共にバストロに参加したが、その後は音楽活動から引退しルイビルで弁護士となった。サーシーはBig WheelやStarbillyというバンドに参加し、ソロアーティストとして活動。

## メンバー
- ピーター・サーシー（Peter Searcy） - ボーカル
- デヴィッド・グラブス（David Grubbs） - ギター
- ブライアン・マクマハン（Brian McMahan） - ギター
- クラーク・ジョンソン（Clark Johnson） - ベースギター
- ベン・ドートリー（Ben Daughtrey） - ドラムス

### 元メンバー
- ブリット・ウォルフォード（Britt Walford） - ドラムス

## 作品
- Squirrel Bait EP （1985年）
- "Kid Dynamite" 7" （1986年）
- Skag Heaven （1987年）
- "Motorola Cloudburst" 7" （1989年）